# Thankirchen

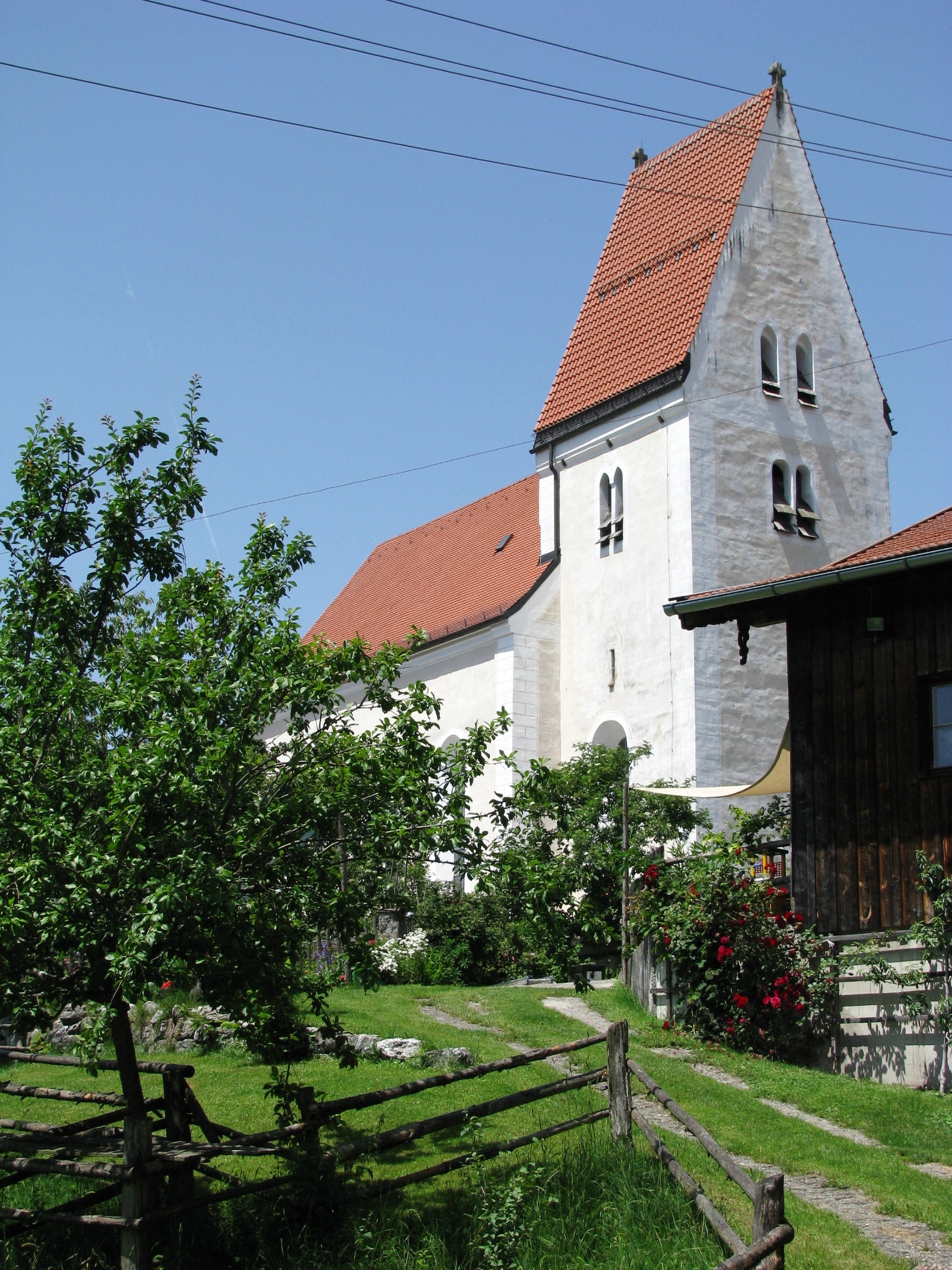
Katholische Filialkirche St. Katharina

Thankirchen ist ein Ortsteil der oberbayerischen Gemeinde Dietramszell im Landkreis Bad Tölz-Wolfratshausen.

## Lage
Das Kirchdorf liegt zwei Kilometer nordwestlich von Dietramszell mit Anschluss an die Staatsstraße 2073.

## Gemeinde
Das Kirchdorf gehörte bis 1971 zur Gemeinde Manhartshofen, die sich am 1. Januar 1972 mit den Gemeinden Baiernrain, Dietramszell, Föggenbeuern und Linden zusammenschloss. Die Gemeinde erhielt durch Bürgervotum den Namen Dietramszell. Mit der Auflösung des Landkreises Wolfratshausen kam der Ort am 1. Juli 1972 zum Landkreis Bad Tölz-Wolfratshausen (Namensführung bis 30. April 1973: Landkreis Bad Tölz).

## Einwohner
1871 wohnten im Ort 41 Personen, bei der Volkszählung 1987 wurden 76 Einwohner registriert.

## Baudenkmäler
In die amtliche Liste der Baudenkmäler ist als einziges Objekt die katholische Filialkirche St. Katharina, ein barocker Saalbau mit romanischem Chorturm, Turm um 1100, Langhaus 1728, 1777/78 umgestaltet, eingetragen.
Siehe auch: Denkmalliste